# Smaranda Dobrescu
Smaranda Dobrescu (n. 27 aprilie 1945, Stănești, județul Vâlcea) este un fost deputat român în legislaturile 1992-1996, 1996-2000, 2000-2004, ales în județul Neamț. 
Smaranda Dobrescu a fost Ministrul Muncii și Protecției Sociale în Guvernul Mugur Isărescu în perioada 22 decembrie 1999-28 decembrie 2000. În legislatura 1996-2000, Smaranda Dobrescu a fost membru în grupurile parlamentare de prietenie cu Regatul Suediei, Regatul Unit al Marii Britanii și Irlandei de Nord, Ungaria și UNESCO. În legislatura 2000-2004, Smaranda Dobrescu a fost membru în grupurile parlamentare de prietenie cu Regatul Suediei și Marele Ducat de Luxemburg.
Smaranda Dobrescu a fost aleasă deputat pe listele PSDR. Din iunie 2001, Smaranda Dobrescu a devenit membră PSD.